# Андреев, Иван Фёдорович
Ива́н Фёдорович Андре́ев (1910—1992) — командир звена 2-го гвардейского авиационного полка дальнего действия (3-я авиационная дивизия дальнего действия), лётчик, участник Великой Отечественной войны, Герой Советского Союза (1942).

## Биография
Родился 11 сентября 1910 года в селе Александровка ныне Сеченовского района Нижегородской области. С 1922 года проживал в Москве. Получил неполное среднее образование, работал полиграфистом в одной из московских типографий, впоследствии — цинкографом. Параллельно с работой учился в Московской школе лётчиком ОСОАВИАХИМа, затем окончил школу пилотов в Тамбове.
С 1932 года работал лётчиком гражданской авиации в Москве. Вначале он занимался сельскохозяйственной авиацией, в Поволжье проводил подкормку посевов, обрабатывал химикатами места скопления малярийных комаров и вёл аэрофотосъёмки сельскохозяйственных угодий. Затем был переведён пилотом патрульного самолёта линий электропередачи в Московской области. С 1938 года — пилот восьмиместного пассажирского самолёта «Сталь-3», курсировавшего по маршрутам «Москва-Астрахань» и «Москва-Симферополь». В 1939 году вступил в ВКП(б).
С 1939 года служил в Красной Армии. Во время Советско-Финляндской войны он транспортировал раненых из районов боевых действий, налетав около 800 часов. После окончания конфликта работал на международных пассажирских линиях, летая рейсам из Москвы в Берлин, Стокгольм, Софию.
21 июня 1941 года вернулся из берлинского рейса в Москву. Со следующего дня, когда Германия напала на СССР, он стал доставлять грузы и людей к линии фронта. Через неделю добился перевода в военную авиацию, и был направлен в 420-й авиационный полк авиации дальнего действия, пилотом бомбардировщика «Ер-2». В сентябре 1941 года он совершил в районе Демянска свои первые боевые вылеты. В ходе битвы за Москву дважды был сбит, но остался в живых. Вскоре полк был переформирован и переоснащён самолётами «Ил-4». На данном самолёте производил бомбардировки объекты Брянска, Витебска, Смоленска, Минска, Гомеля, Орла, Вильнюса, Курска, Пскова, Невеля, Полоцка, Берлин, Будапешта, Кёнигсберга, Варшавы, Бухареста. К октябрю 1942 года совершил 135 боевых вылетов, 116 из которых были в тёмное время суток. 18 августа 1942 года полк, в котором служил Андреев, был преобразован во 2-й гвардейский. В сентябре 1942 года Андреев и его экипаж принимал активное участие в разгроме немецко-фашистских войск под Сталинградом.
Указом Президиума Верховного Совета СССР «О присвоении звания Героя Советского Союза начальствующему составу авиации дальнего действия Красной Армии» от 31 декабря 1942 года за «образцовое выполнение боевых заданий командования на фронте борьбы с немецкими захватчиками и проявленными при этом отвагу и геройство» удостоен звания Героя Советского Союза с вручением ордена Ленина и медали «Золотая Звезда» (№ 779).
С начала 1943 года служил в лётном центре авиации дальнего действия, в этом качестве участвовал в доставке участников Тегеранской конференции к месту переговоров. После окончания войны продолжил службу в рядах вооружённых сил, выйдя в отставку лишь в 1957 году в звании гвардии майора. В течение последующих двадцати лет работал в московском аэропорту Быково.
В 1978 году вышел на пенсию. Жил в Москве в «Генеральском доме» (Ленинградский проспект, 75). 2 марта 1992 года он скончался, и был похоронен в Москве на Митинском кладбище.
Память
Иван Андреев был почётным гражданином города Барановичи. В его честь там названа одна из улиц.